# 미르의 전설
미르의 전설은 액토즈소프트에서 개발하고 서비스한 온라인 게임이다.

## 관련 작품
- 미르의 전설 2
- 미르의 전설 3
- 미르4